# Chuyến thăm Việt Nam của Tập Cận Bình 2023
Ngày 07 tháng 12 năm 2023, Ban Đối ngoại Trung ương Đảng Cộng sản Việt Nam ra Thông cáo, nhận lời mời của Tổng Bí thư Ban Chấp hành Trung ương Đảng Cộng sản Việt Nam Nguyễn Phú Trọng và Phu nhân, Chủ tịch nước Cộng hòa xã hội chủ nghĩa Việt Nam Võ Văn Thưởng và Phu nhân, Tổng Bí thư Ban Chấp hành Trung ương Đảng Cộng sản Trung Quốc, Chủ tịch nước Cộng hòa nhân dân Trung Hoa Tập Cận Bình và Phu nhân thăm cấp Nhà nước đến nước Cộng hòa xã hội chủ nghĩa Việt Nam từ ngày 12 đến ngày 13/12/2023.

## Bối cảnh
Sau Đại hội XX Đảng Cộng sản Trung Quốc và Đại hội XIII Đảng Cộng sản Việt Nam, Quan hệ Trung Quốc - Việt Nam đã có nhiều bước tiến, nhất là sau chuyến thăm của Tổng Bí thư Ban Chấp hành Trung ương Đảng Cộng sản Việt Nam Nguyễn Phú Trọng đến Trung Quốc, với tư cách là nhà lãnh đạo nước ngoài đầu tiên thăm Trung Quốc sau Đại hội XX Đảng Cộng sản Trung Quốc. Năm 2023 còn là năm kỷ niệm 15 năm thiết lập quan hệ Đối tác hợp tác chiến lược toàn diện Trung - Việt. 
Thứ nhất, sự tin cậy chính trị lẫn nhau tiếp tục gia tăng. Tháng 10/2022, lãnh đạo hai bên đã đạt được sự đồng thuận quan trọng về việc thúc đẩy quan hệ Việt - Trung lên một tầm cao mới trong thời đại mới. Năm 2023, Chủ tịch nước Việt Nam Võ Văn Thưởng và Thủ tướng Phạm Minh Chính đều có chuyến công du Trung Quốc, lãnh đạo hai nước duy trì trao đổi cấp cao thường xuyên.
Thứ hai, hợp tác kinh tế, thương mại duy trì tốc độ tăng trưởng nhanh. Đầu tư của Trung Quốc vào Việt Nam liên tục gia tăng. Trung Quốc là đối tác thương mại lớn nhất của Việt Nam, với kim ngạch thương mại song phương đạt 138,9 tỷ USD trong 10 tháng đầu năm 2023.
Thứ ba, giao lưu nhân dân và giao lưu văn hóa dần được nối lại sau đại dịch. Trong 10 tháng đầu năm nay, lượng khách Trung Quốc đến Việt Nam vượt 1,3 triệu lượt. Trao đổi giữa hai nước về thể thao, văn hóa, giáo dục, các tổ chức nghiên cứu và các lĩnh vực khác được tăng cường, điều này đã thúc đẩy mối quan hệ giữa nhân dân hai nước.
Trước chuyến thăm, Tổng Bí thư Ban Chấp hành Trung ương Đảng Cộng sản Trung Quốc, Chủ tịch nước Cộng hòa nhân dân Trung Hoa Tập Cận Bình đã có bài viết, được báo Nhân dân và các báo chí chính thống tại Việt Nam đăng tải. Bài viết đã nhấn mạnh tầm quan trọng chiến lược của mối quan hệ giữa Trung Quốc và Việt Nam. Hai nước tập trung vào việc xây dựng cộng đồng chia sẻ tương lai và hợp tác chiến lược toàn diện và tăng cường giao lưu văn hóa và du lịch giữa hai nước.
Đây là chuyến thăm cấp Nhà nước lần thứ ba của Tập Cận Bình đến Việt Nam trên cương vị Tổng Bí thư, Chủ tịch nước Cộng hòa nhân dân Trung Hoa và là lần đầu tiên Tổng Bí thư, Chủ tịch Trung Quốc Tập Cận Bình thực hiện riêng chuyến thăm đến một nước từ sau Đại hội XX của Đảng Cộng sản Trung Quốc.

## Chuyến thăm Việt Nam

### Ngày thứ nhất

#### Lễ đón tiếp
Trưa ngày 12 tháng 12 năm 2023, chuyên cơ chở Tổng Bí thư, Chủ tịch Trung Quốc Tập Cận Bình cùng Đoàn đại biểu cấp cao Trung Quốc đáp xuống sân bay quốc tế Nội Bài. Thủ tướng Chính phủ Việt Nam Phạm Minh Chính và một số quan chức trong các cơ quan của Đảng, Chính phủ và Thành phố Hà Nội đón Tổng Bí thư, Chủ tịch Trung Quốc Tập Cận Bình.
Sau đó, Đoàn xe hộ tống đã di chuyển qua các tuyến đường chính để đến khách sạn JW Marriott, nơi Đoàn đại biểu cấp cao Trung Quốc lưu trú trong hai ngày thăm chính thức Việt Nam.
Lễ đón cấp Nhà nước Tổng Bí thư, Chủ tịch Trung Quốc Tập Cận Bình được tổ chức lúc 16 giờ cùng ngày tại Phủ Chủ tịch với các nghi thức trang trọng nhất, do Tổng Bí thư Nguyễn Phú Trọng chủ trì, bao gồm việc bắn 21 phát đại bác lễ chào mừng từ Hoàng thành Thăng Long.
Sau lễ đón, hai lãnh đạo di chuyển đến trụ sở Văn phòng Trung ương Đảng để bắt đầu hội đàm, dự kiến trao đổi các định hướng chiến lược cho quan hệ song phương.

#### Hội đàm[7]
Hai lãnh đạo nhất trí đánh giá kể từ khi thiết lập quan hệ Đối tác hợp tác Chiến lược Toàn diện vào năm 2008, hợp tác trên các lĩnh vực đã đạt nhiều tiến triển tích cực, toàn diện, quan hệ hai Đảng, hai nước không ngừng mở rộng và đi vào chiều sâu.
Hai bên nhất trí xây dựng Cộng đồng chia sẻ tương lai Việt Nam - Trung Quốc có ý nghĩa chiến lược, nỗ lực vì hạnh phúc của nhân dân hai nước, vì hòa bình và tiến bộ của nhân loại, phù hợp với Hiến chương Liên Hợp Quốc và luật pháp quốc tế, trên nguyên tắc tôn trọng lẫn nhau, hợp tác bình đẳng cùng có lợi, tôn trọng độc lập, chủ quyền và toàn vẹn lãnh thổ của nhau, kiên trì giải quyết bất đồng thông qua biện pháp hòa bình.
Hai bên nhất trí không ngừng củng cố tin cậy chính trị, tăng cường giao lưu giữa lãnh đạo cấp cao hai Đảng, hai nước thông qua các hình thức đa dạng, linh hoạt, phát huy vai trò định hướng chiến lược của quan hệ kênh Đảng đối với tổng thể quan hệ song phương.
Hai bên nhất trí tăng cường hợp tác quốc phòng - an ninh thực chất hơn, trở thành một trong những trụ cột của quan hệ song phương, đẩy mạnh hợp tác kinh tế, thương mại, đầu tư bền vững và sâu sắc hơn. Việt Nam - Trung Quốc tăng cường giáo dục về quan hệ truyền thống quan hệ hai Đảng, hai nước, phối hợp đa phương chặt chẽ hơn, vì lợi ích của hai nước và đóng góp tích cực vào lợi ích chung của cộng đồng quốc tế.
Về vấn đề trên biển, hai lãnh đạo đã trao đổi ý kiến, nhấn mạnh cần kiểm soát tốt hơn và tích cực giải quyết bất đồng trên biển, duy trì hòa bình, ổn định ở Biển Đông và khu vực.
Tổng Bí thư Nguyễn Phú Trọng đề nghị hai bên cùng tôn trọng các lợi ích hợp pháp, chính đáng của nhau, không làm phức tạp thêm tình hình, giải quyết tranh chấp bằng các biện pháp hòa bình, phù hợp với luật pháp quốc tế, trong đó có Công ước Luật biển năm 1982 của Liên Hợp Quốc (UNCLOS 1982), thực hiện Tuyên bố về ứng xử của các bên ở Biển Đông (DOC), thúc đẩy Bộ Quy tắc ứng xử ở Biển Đông (COC) phù hợp với UNCLOS 1982.
Hai bên nhất trí về việc cùng chỉ đạo, quán triệt sâu rộng tinh thần cao hơn, quyết tâm lớn hơn để thúc đẩy quan hệ Việt - Trung phát triển vững chắc, ổn định, bền vững lâu dài và hiệu quả hơn nữa trên tầm cao mới của quan hệ Đối tác hợp tác chiến lược toàn diện.
Sau đó, Tổng Bí thư Nguyễn Phú Trọng và Tổng Bí thư, Chủ tịch Tập Cận Bình cùng xem 36 văn bản thỏa thuận hợp tác trên nhiều lĩnh vực được hai bên ký kết. Trong 36 văn kiện này có 4 văn bản lĩnh vực chính trị - đối ngoại được ký giữa các ban Đảng và Bộ Ngoại giao hai nước, 4 văn bản hợp tác an ninh - quốc phòng về phòng chống tội phạm, hợp tác trên biển và lĩnh vực tư pháp. 24 văn bản về hợp tác trên các lĩnh vực thực chất cấp chính phủ, cấp bộ và cơ quan, cùng 4 văn bản hợp tác giữa các địa phương hai nước.
Sau đó, hai lãnh đạo dự tiệc trà tại Văn phòng Trung ương Đảng. Tại chuyến thăm của Tổng Bí thư Nguyễn Phú Trọng đến Trung Quốc năm 2022, Tổng Bí thư, Chủ tịch Trung Quốc Tập Cận Bình cũng đã mời tiệc trà.

#### Tiệc chiêu đãi
Tối cùng ngày, Tổng Bí thư Nguyễn Phú Trọng và Phu nhân, Chủ tịch nước Võ Văn Thưởng và Phu nhân đã đồng chủ trì chiêu đãi trọng thể chào mừng Tổng Bí thư Ban Chấp hành Trung ương Đảng Cộng sản Trung Quốc, Chủ tịch nước Cộng hòa Nhân dân Trung Hoa Tập Cận Bình và Phu nhân thăm cấp Nhà nước đến Việt Nam.